# Червоный Цвет
Червоный Цвет (укр. Червоний Цвіт) — село в Шепетовском районе Хмельницкой области Украины.
Население по переписи 2001 года составляло 520 человек. Почтовый индекс — 30415. Телефонный код — 3840. Занимает площадь 0,146 км². Код КОАТУУ — 6825582605.

## Местный совет
Городнявский сельский совет: 30413, Хмельницкая обл., Шепетовский р-н, с. Городнявка